# Cirrochroa imperatrix
Cirrochroa imperatrix är en fjärilsart som beskrevs av Smith 1894. Cirrochroa imperatrix ingår i släktet Cirrochroa och familjen praktfjärilar. Inga underarter finns listade i Catalogue of Life.